# Dalbergia richardsii
Dalbergia richardsii är en ärtväxtart som beskrevs av Sunarno och Hiro Ohashi. Dalbergia richardsii ingår i släktet Dalbergia, och familjen ärtväxter. Inga underarter finns listade i Catalogue of Life.